# سیاست دینی حکومت پهلوی

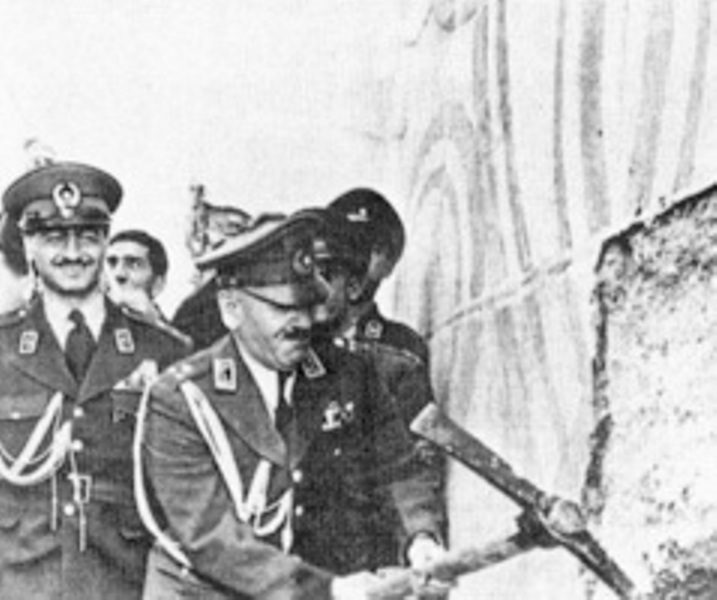
تخریب حظیرةالقدس، به تحریک آیت‌الله کاشانی و تأیید محمدتقی فلسفی و چراغ سبز محمدرضا پهلوی و حمایت ارتش او به فرماندهی سپهبد نادر باتمانقلیچ

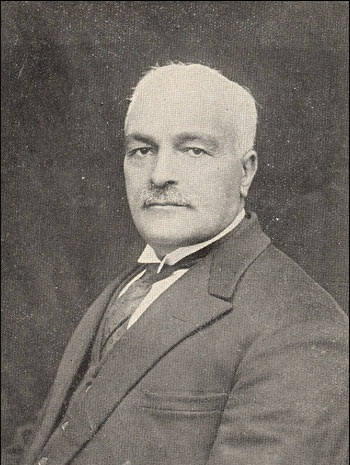
کیخسرو شاهرخ، نماینده جامعه زرتشتیان در مجلس شورای ملی، به ضرب گلوله کشته شد.

شاهان حکومت پهلوی، رضاشاه و محمدرضاشاه، سیاست دینی متفاوتی در مورد مذاهب ایرانیان داشتند.

## پهلوی اول
بعد از دوران مشروطه روحانیون دو دسته شدند. دسته اول عده‌ای بودند نظیر میرزای نایینی
و آخوند خراسانی و چند روحانی دیگر، اینها معتقد بودند که نباید دین قدرت اجرایی سیاسی داشته باشد، دسته دوم روحانیونی بودند که خواهان سهیم شدن در قدرت بودند مثل سید حسن مدرس و سید محمد کاظم یزدی، رفته رفته که به دوران رضا شاه می‌رسیم دست روحانیون از مراکز قدرت قطع می‌شود در این دوره رضا شاه دست به اصلاحات فرهنگی زد. او که خود را میراث دار ایران باستان می‌دانست و در این راه مشاورانی همچون فروغی و محمد تدین و عبدالحسین تیمورتاش داشت معتقد بر این بود که مذهب و خرافات آن باعث عقب افتادگی ایران در تمامی عرصه‌های سیاسی، اقتصادی، فرهنگی شده‌است. از همان شروع کار دست به مذهب زدایی در تمامی کشور زد از یک طرف ملتی با سنت‌های عجین شده و طرف دیگر حکومتی که می‌خواست کشور را با زور به جلو ببرد گرچه او توانست مراکز مهمی را که تا آن روز در دست روحانیت بود از چنگ آنان در بیاورد. مراکزی مثل آموزش و پرورش و قوه قضاییه که مبانی اسلام در گروه این دو بود.
اقدامات رضا شاه برای ایجاد وحدت و یکپارچگی ملی نارضایتی‌های زیادی در میان اقلیت‌های مذهبی و زبانی پدیدآورد. مدارس بهایی که تنها در تهران بیش از ۱۵۰۰ دانش آموز داشت در سال ۱۳۱۳ به بهانه برگزاری مراسمی به مناسبت سالگرد کشته‌شدن باب تعطیل شد. در سال ۱۳۱۰ ساموئل حییم نماینده یهودیان در مجلس که در سال ۱۳۰۵ بابت هموندی در کودتای نافرجام سرهنگ پولادین به زندان محکوم شده بود، ناگهان اعدام شد. شاهرخ ارباب کیخسرو نماینده زرتشتیان که از سال ۱۳۰۰ طرفدار سرسخت رضاشاه بود به دلیل اینکه پسرش در آلمان بر خلاف خواست پدر به طرفداری از نازی‌ها سخنرانی کرده بود به ضرب گلوله پلیس کشته شد. در مورد مدارس ارامنه نخست کلاس‌های تدریس زبان‌های اروپایی تعطیل شد و سپس در سال ۱۳۱۷ اجازه‌نامه فعالیت این‌گونه مدارس باطل شد. در همان سال روزنامه نیمه رسمی اطّلاعات با چاپ مقالاتی دربارهٔ «جنایات خطرناک» که همگی با نام‌های ارمنی و آسوری بود، مبارزه شدیدی علیه اقلیت مسیحی به راه انداخت.
دولت رضاشاه، اعمال نفوذ برنهاد مذهب را نیز در دستور کار قرار داد. حوزه‌های علمیه در قم، اصفهان، و البته نجف خودمختار باقی ماندند، اما دانشکده الهیات دانشگاه تهران و مسجد سپهسالار (که توسط امام جمعه منتخب دولت اداره می‌شد) داوطلبان را امتحان می‌کردند تا معلوم کنند کدام یک صلاحیت آموزش دینی به مردم و در نتیجه درآمدن به کسوت روحانیت را دارند. به عبارت دیگر، برای نخستین بار دولت نحوه درآمدن به جرگه علما را تعیین می‌کرد. البته، روحانیونی که برای کار در بخش خدمات دولتی انتخاب می‌شدند، باید لباس روحانیت را کنار می‌گذاشتند و از پوشش غربی و کلاه استفاده می‌کردند. شگفت اینکه این اصلاحات به روحانیون نیز هویت متمایزی بخشیده بود. همچنین وزارت آموزش، آموزش مذهبی را در مدارس دولتی اجبار کرده و با کنترل محتوای این دروس، جلو هر عقیده‌ای را که بویی از شک آوری نسبت به مذهب داشت می‌گرفت. هدف رضا شاه بیشتر حاکم کردن دولت بر تبلیغ و ترویج اسلام بود تا تضعیف مذهب با اندیشه‌های سکولار. وی زندگی سیاسی اش را با رهبری قزاق‌ها در آیین‌های ماه محرم آغاز کرده بود و برای فرزندانش، نام‌های شیعی انتخاب کرده بود. محمدرضا، غلامرضا، علیرضا، احمدرضا، عبدالرضا و حمیدرضا. واعظان سرشناس را برای ارائه برنامه‌های مذهبی به رادیوی سراسری دعوت کرد. وی همچنین شریعت سنگلجی، واعظ پر آوازه مسجد سپهسالار را ترغیب کرد تا آشکارا نیاز مبرم شیعه به نوعی «رفرماسیون» را اعلام کند. سنگلجی اغلب در منبرهای خود بر این نکته تأکید می‌کرد که اسلام در تضاد با تجدد - به ویژه علوم، پزشکی، سینما، رادیو و سرگرمی رو به رشد یعنی فوتبال- نیست.

## پهلوی دوم

متهمان قتل سلیمان برجیس، در دادگاه تبرئه شدند.

بعد از شهریور ۱۳۲۰ و رفتن رضا شاه  پسر جوانش محمدرضاشاه به قدرت رسید شاه جوان روش پدرش را عوض کرد او به دیدار مراجع دینی رفت و رابطه خوبی با آنان برقرار کرد. در این دوره که آزادی‌هایی در مملکت بر قرار شد مردم فرصت دوباره برای احیای سنت‌های از دست رفته خود داشتند .آیت الله بروجردی که زمام امور شیعیان را در دست داشت با شاه رابطه خوبی داشت و تندروهای مذهبی را از دخالت در سیاست منع می‌کرد. بودند روحانیونی مثل
کاشانی و نواب صفوی که یکی خواهان سهم در قدرت و یکی خواهان حذف دولتمردان از قدرت بود
اما با وجود آیت الله بروجردی ثبات مذهبی برقرار بود و رابطه دولت و مذهب حسنه بود.
حضور متفقین در ایران، جریان‌های استقلال‌طلب و فعالیت جریان‌های فکری چپ باعث شده بود تا شاه جوان به روحانیون نزدیک شود. تعدادی از روحانیون از تبعید برگردانده شدند.شاه تلاش کرد از سید‌ابوالحسن اصفهانی، "پیام تبریک پادشاهی" دریافت کند. انتقال مرجعیت شیعه از نجف به ایران در این دوره صورت گرفت باینصورت که بعد از عیادت شاه از آیت‌الله بروجردی در بیمارستان و درخواست برخی روحانیون، بروجردی از نجف به قم آمد. سید کاظم شریعتمداری در مقابله با "فرقه دموکرات آذربایجان" به شاه کمک کرد. سید احمد کسروی، نویسنده و پژوهشگر تاریخ توسط گروه "فدائیان اسلام" در سال ۱۳۲۴ ترور شد. سید حسین طباطبایی قمی، از نجف به نخست‌وزیر احمد قوام تلگراف زد و خواستار آزادی سریع ضاربان شد و نگرانی خودش را از عدم تقدیر دولت از شجاعت آنان بیان کرد. ضاربان  بعد از محاکمه‌ای کوتاه آزاد شدند.

### فدائیان اسلام

اجساد سلاخی‌شده احمد کسروی و منشی‌اش حدادپور که بوسیله گروه فدائیان اسلام در داخل کاخ دادگستری به قتل رسیدند.

سازمان مسلح کوچکی موسوم به فدائیان اسلام ارتباط نزدیکی با کاشانی داشت اما رسماً عضو جبههٔ ملی محسوب نمی‌شد. این سازمان در سال ۱۹۴۶ توسط طلبهٔ ۲۲ ساله‌ای در تهران، سید مجتبی میرلوحی که نام نواب صفوی را به یاد بنیادگذاران دولت شیعی در ایران بر خود گذاشته بود، ایجاد شد. فدائیان اسلام برای مبارزه با «هر نوع لامذهبی»، در نخستین اقدام خود، کسروی نویسندهٔ نامدار غیرمذهبی و مورخ پاکدینی را ترور کرد. قاتلان در دادگاه نظامی تبرئه شدند، زیرا از سویی رهبران دینی به نفع آنان پادرمیانی کردند و از طرفی مقامات حکومتی امیدوار بودند که از آنان بر ضد حزب توده استفاده کنند. اما فدائیان اسلام به جای همکاری با مقامات با کاشانی همکاری کردند و در راه انداختن اعتصاب در بازار بر ضد قوام، میتینگهای عمومی در طرفداری از اعراب فلسطین، و تظاهرات خشونت‌آمیز در ۱۹۴۸ بر ضد هژیر نخست‌وزیر، یاریش رساندند. در سال ۱۹۴۹ اغلب به اشتباه کاشانی را رهبر فدائیان اسلام می‌دانستند.

## بهایی‌ستیزی

به گفته دنیس مک‌ایون و حامد الگار، ساواک در بهایی‌ستیزی با انجمن تبلیغات اسلامی همدست بود.

بعد از کودتای ۲۸ مرداد، به دنبال دلجویی محمدرضا پهلوی از علمای شیعه، پروژه بهایی ستیزی در ایران آغاز شد. محمد پروین گنابادی، از جمله اندک نمایندگان مجلسی بود که با نوشته نامه سرگشاده، به پروژه بهایی ستیزی در شهرهای اصفهان، سمنان، شاهرود، دامغان و غیره، اعتراض کرد.
در ۱۹۵۵ میلادی، به دنبال سلسله سخنرانی‌های بهایی‌ستیزی محمدتقی فلسفی، که در ماه رمضان آن سال در سراسر ایران پخش گردید، پس از سخنرانی وزیر کشور در مجلس در مورد تحت فشار قرار دادن بهائیت، مرکز ملی بهائیت (حظیرةالقدس) توسط ارتش اشغال شد. به دنبال آن، با چراغ سبز مقامات دولتی، قتل‌عام وحشیانه بهاییان در سراسر کشور صورت گرفت؛ به‌طوری‌که خیلی از بهایی‌ها کشته شدند، اموالشان مصادره یا نابود شد، به زنانشان تجاوز شد، بهاییان شاغل از کار برکنار شدند و به انواع گوناگون، آن‌ها به صورت انفرادی یا جمعی، مورد آزار و اذیت قرار گرفتند. جنبش بهاییت، که در این زمان در سراسر جهان پخش شده بودند، جنبش مبارزه درخواست استیناف به سازمان ملل دادند تا با فشار خارجی بر حکومت ایران، مانع آن‌ها از هتک‌حرمت و در ۱۹۵۷، وضعیت به حالت عادی بازگشت. م. فیشر، دلیل اینکار را دلجویی دولت می‌خواست از اسلام‌گرایان دست‌راستی مانند کاشانی و فدائیان اسلام می‌دانند، در حالی که س. اخوی دلایل دیگری را برای این کار برمی‌شمرد.
در طی دهه ۱۹۵۰، انجمن حجتیه شیخ محمود حلبی با هدف صریح سازمان‌دهی مبارزه علیه بهاییان، بنا نهاده شد. هر دو گروه انجمن حجتیه و انجمن تبلیغات اسلامی، در دهه ۱۹۶۰ و ۱۹۷۰ میلادی، فعالانه در زمینه بهاییت کار می‌کردند. سبک کاری آنها، ارعاب اعضای فرقه بهاییت، بهم‌زدن گردهم‌آیی آن‌ها بود و اگر توانش را داشتند، آن‌ها را به دین خود می‌آوردند. آن‌ها همچنین اقدام به چاپ و پخش ادبیات فحاشانه بهایی‌ستیزی می‌کردند. حتی اسنادی از همدستی بین انجمن تبلیغات اسلامی و ساواک در سازمان‌دهی فعالیت‌های بهایی‌ستیزانه وجود دارد که از جمله آنها، نظارت گسترده بر اعضای فرقه بود.

## اقلیت دینی یارسان
هر دو پادشاه پهلوی در قبال اقلیت دینی یارسان مستقر در غرب ایران این سیاست را دنبال می‌کردند که با وابسته ساختن فئودال‌ها و شخصیت‌های دینی یارسان به حکومت مرکزی، به کنترل این جامعه دست زنند.